# Baemi
De Baemi waren een Germaans volk dat alleen genoemd wordt in Ptolemaeus' Geographia. Volgens Ptolemaeus leefde dit volk ten noorden van de Donau, bij het "Maanbos" en het volk van de Quaden. Ten noordwesten van de Baemi bevonden zich het Gambretabos en de Marcomannen. Dit plaatst het volk van de Baemi dus in of rond het huidige Slowakije, Moravië en Neder-Oostenrijk.
Over het algemeen wordt de naam Baemi gekoppeld aan de eveneens in de Geographia vermelde - maar noordelijker gesitueerde - naam Bainichaimai. Beide namen worden op hun beurt beschouwd als verwant aan oudere namen die vroegere auteurs als Strabo en Tacitus gebruikten als gebiedsaanduiding. Zo beschrijft Strabo Boihaemum, een in het Hercynische Woud gelegen gebied dat het domein was van Maroboduus; deze koning had een deel van de Sueben hier naartoe had gebracht en er zijn koninkrijk gesticht. Tacitus schrijft over Boiemum en plaatst het in dezelfde regio; tevens geeft hij aan dat de naam afkomstig is van de Keltische stam der Boii die er ooit hadden gewoond. Het tweede deel van de namen Boihaemum en Boiemum zou afkomstig zijn van het Germaanse woord voor 'huis', zodat het moest gaan om een gebied waar de Boii hun woonplaats hadden.
De verschillende benamingen leven voort in de moderne namen Bohemen en Beieren.
Alemannen · Ambivarieten · Ambronen · Ampsivaren · Angelen · Angrivariërs · Asdingen · Baemi · Bajuwaren · Bastarnen · Bataven · Bourgondiërs · Bructeren · Cananefaten · Chamaven · Chasuarii · Chatten · Chattuarii · Chauken · Cherusken · Cimbren · Cugerni · Dulgubnii · Fosi · Franken · Frisii · Gepiden · Goten · Harii · Helisiërs · Hermunduren · Herulen · Juten · Lakringen · Lemoviërs · Longobarden · Lugiërs · Manimiërs · Marcomannen · Marobudui · Marsi · Mattiakken · Naharvalen · Nemeten · Nerviërs · Ostrogoten · Quaden · Rugiërs · Saksen · Semnonen · Silingen · Sitones · Skiren · Sueben · Sugambren · Suiones · Tencteren · Teutonen · Toxandriërs · Triboken · Tubanten · Tudri · Tungri · Ubiërs · Usipeten · Vandalen · Vangionen · Visigoten · Volcae · Warnen
Germani cisrhenani:
Caerosi · Condrusi · Eburonen · Paemani · Segni
Stamverenigingen:
Herminones · Ingvaeones · Istvaeones